# A lakatos
A lakatos (eredeti cím: The Locksmith) 2023-ban bemutatott amerikai filmthriller, amelyet nagyjátékfilmes rendezői debütálásaként Nicolas Harvard rendezett. A forgatókönyvet John Glosser, Joe Russo, Chris LaMont és Ben Kabialis írta Blair Kroeber eredeti története alapján. A főbb szerepekben Ryan Phillippe, Kate Bosworth és Ving Rhames látható.
Az Amerikai Egyesült Államokban 2023. február 3-án mutatták be a mozikban.

## Cselekmény
Miller Graham lakatos, egy rosszul sikerült munkát követően frissen szabadult a börtönből. Hazatérve megpróbál visszailleszkedni a társadalmi életbe, lányával és immár nyomozóként dolgozó volt barátnőjével, Beth-tel. 
Egy váratlan emberrablás után azonban Graham a korrupt rendőrök és bűnözők világában találja magát.

## Szereplők
| Szerep            | Színész           | Magyar hang        |
| ----------------- | ----------------- | ------------------ |
| Miller Graham     | Ryan Phillippe    | Markovics Tamás    |
| Beth Fisher       | Kate Bosworth     | Solecki Janka      |
| Garrett Field     | Charlie Weber     | Moser Károly       |
| April Reyes       | Gabriela Quezada  | Csuha Borbála      |
| Tanya Saunders    | Kaylee Bryant     |                    |
| Lindsay           | Madeleine Guilbot |                    |
| Ian Zwick         | Jeffrey Nordling  | Epres Attila       |
| Frank             | Ving Rhames       | Faragó András      |
| Jones nyomozó     | Bourke Floyd      |                    |
| Perez nyomozó     | Noel Gugliemi     |                    |
| Kevin Reyes       | George Akram      |                    |
| Sharon            | Livia Treviño     | Menszátor Magdolna |
| Stern rendőrfőnök | Tom Wright        | Bolla Róbert       |
| Rose              | Emily Rose David  |                    |

## A film készítése
A 2021-es amerikai filmpiacon kiderült, hogy A lakatos fejlesztés alatt áll, és forgalmazót keres. Az eredeti történetet Blair Kroeber írta, mielőtt John Glosser, Joe Russo és Chris LaMont, valamint Ben Kabialis kidolgozta a forgatókönyvet. A film Nicolas Harvard nagyjátékfilmes rendezői debütálása. A gyártás előkészítésekor bejelentették, hogy a tragikus Rust lövöldözős incidens után a film forgatásakor gumifegyvereket használnak majd, és az utómunkálatok során CGI-effektekkel egészítik ki a filmet.
A film bejelentésekor Ryan Phillippe, Kate Bosworth és Ving Rhames kapta meg a főszerepet. A forgatás 2021. november 15-én kezdődött az új-mexikói Las Crucesben. A forgatás során további szereplőket jelentettek be: Charlie Weber, Jeffrey Nordling és Kaylee Bryant. A forgatás 2022 februárjában fejeződött be.

## Bemutató
A lakatos 2023. február 3-án jelent meg a mozikban a Screen Media forgalmazásában, valamint Video on Demand-on.